# Hemiphractus fasciatus
Hemiphractus fasciatus es una especie de anfibio anuro de la familia Hemiphractidae.
Se distribuye desde el centro de Panamá hasta el noroeste de Ecuador, en altitudes entre 300 y 1600 m.
Está amenazada de extinción por la pérdida de su hábitat natural en algunas zonas.